# Держановка (Черниговская область)
Держано́вка (укр. Держанівка) — село в Носовском районе Черниговской области Украины. Население 655 человек. Занимает площадь 1,37 км².
Код КОАТУУ: 7423881001. Почтовый индекс: 17120. Телефонный код: +380 4642.

## Власть
Орган местного самоуправления — Держановский сельский совет. Почтовый адрес: 17120, Черниговская обл., Носовский р-н, с. Держановка, ул. Леси Украински, 4а.

## Уроженцы
- Рыбаков, Анатолий Наумович — русский писатель.